# Vorhang auf! – Musical-Welterfolge
Vorhang auf! – Musical-Welterfolge ist das 54. Studioalbum des österreichischen Schlagersängers Freddy Quinn, das vom Musiklabel Karussell (Nummer 823224-4) auf Kompaktkassette als Wiederveröffentlichung in Deutschland veröffentlicht wurde. Der Druck geschah durch Wilhelm Schröer & Co. und die Veröffentlichung unter der Rechtegesellschaft Gesellschaft für musikalische Aufführungs- und mechanische Vervielfältigungsrechte.

## Kompaktkassettenhülle
Auf der Kompaktkassettenhülle ist Freddy Quinn zu sehen, der ein Hemd, ein weißes Sakko und einen Querbinder trägt. Ein kurzes Stück des Oberkörpers unter dem Querbinder ist sichtbar. Der mit weißen, rot umrahmten Großbuchstaben in zwei Zeilen geschriebene Schriftzug „Freddy Quinn“ befindet sich am oberen Ende der Hülle. Darunter befindet sich in weißer Schrift „Vorhang auf!“ und wieder darunter der zweite Teil des Titels, „Musical-Welterfolge“. Rechts neben dem Bild von Freddy Quinn sind einige der Liedtitel in weißer Schrift auf blauem Hintergrund zu lesen.

## Titelliste
Das Album beinhaltet folgende 14 Titel:
- Seite 1

1. Maria aus West Side Story
2. America aus West Side Story
3. Tonight aus West Side Story
4. Wenn ich einmal reich wär’ aus Anatevka
5. Sonny Boy aus The Singing Fool
6. No More aus Golden Boy

- Seite 2

1. There’s No Business Like Show Business aus Annie Get Your Gun
2. They Say It’s Wonderful aus Annie Get Your Gun
3. Doin’ What Comes Natur’lly aus Annie Get Your Gun
4. There’s No Business Like Show Business aus Annie Get Your Gun
5. Wunderbar aus Kiss Me, Kate
6. True Love aus Die oberen Zehntausend
7. Hello, Dolly! aus Hello, Dolly!
8. Heimweh nach St. Pauli aus Heimweh nach St. Pauli